# Liste des planètes mineures non numérotées découvertes en 2003
Pour un article plus général, voir Liste des planètes mineures.
Cet article dresse la liste des planètes mineures (astéroïdes, centaures, objets transneptuniens et assimilés) non numérotées découvertes en 2003 dans l'ordre de leur découverte.
Au 15 janvier 2025, 661 077 des 1 434 993 planètes mineures répertoriées par le Centre des planètes mineures ne sont pas encore numérotées, soit 46,07 %.

## Rappel concernant la désignation provisoire
La désignation provisoire indique l'ordre de découverte de ces objets. En effet, cette désignation est composée de l'année de découverte (par exemple 2003) suivie de la quinzaine (demi-mois) de découverte (p.e. A = 1-15 janvier) puis de l'ordre de découverte dans cette quinzaine. Cet ordre est indiqué par une lettre et éventuellement un chiffre comme suit : A pour la première découverte, B pour la deuxième, ..., Z pour la 25e (le I n'est pas utilisé pour éviter la confusion avec 1), A1 pour la 26e, B1 pour la 27e, etc. , Z1 pour la 50e, A2 pour la 51e, B2 pour la 52e, etc. L'ordre de la numérotation ne suit donc pas l'ordre alphanumérique. 2003 AA1 suit ainsi 2003 AZ et précède 2003 AB1.

## Liste

### Du1erau 15 janvier 2003
- 2003 AC1
- 2003 AM4
- 2003 AU4
- 2003 AP9
- 2003 AZ16
- 2003 AB23
- 2003 AC23
- 2003 AF23
- 2003 AJ42
- 2003 AS42
- 2003 AJ69
- 2003 AU72
- 2003 AK73
- 2003 AA83
- 2003 AR83
- 2003 AS83
- 2003 AW83
- 2003 AO90
- 2003 AA93
- 2003 AE93
- 2003 AR93
- 2003 AS93
- 2003 AT93
- 2003 AO95
- 2003 AP95
- 2003 AU95

### Du 16 au 31 janvier 2003
- 2003 BL
- 2003 BK1
- 2003 BM1
- 2003 BN1
- 2003 BS1
- 2003 BT1
- 2003 BM4
- 2003 BN4
- 2003 BA5
- 2003 BR5
- 2003 BY6
- 2003 BL15
- 2003 BY20
- 2003 BB21
- 2003 BX21
- 2003 BW33
- 2003 BG34
- 2003 BS35
- 2003 BV35
- 2003 BW37
- 2003 BR41
- 2003 BA43
- 2003 BD43
- 2003 BC44
- 2003 BB46
- 2003 BC46
- 2003 BL47
- 2003 BR47
- 2003 BS47
- 2003 BQ54
- 2003 BF91
- 2003 BG91
- 2003 BH91
- 2003 BO92
- 2003 BW92
- 2003 BY94
- 2003 BV96
- 2003 BQ97
- 2003 BG98
- 2003 BQ98
- 2003 BT98
- 2003 BU98
- 2003 BV98
- 2003 BA99
- 2003 BB99
- 2003 BO99
- 2003 BP99
- 2003 BQ99
- 2003 BT99
- 2003 BW99
- 2003 BA100
- 2003 BE100
- 2003 BF100
- 2003 BM100
- 2003 BQ100
- 2003 BV100
- 2003 BD101
- 2003 BS101
- 2003 BT101
- 2003 BW101
- 2003 BD102
- 2003 BY102
- 2003 BZ102
- 2003 BA103
- 2003 BD103
- 2003 BF103
- 2003 BH103
- 2003 BJ103
- 2003 BK103
- 2003 BO103
- 2003 BP103
- 2003 BR103
- 2003 BS103
- 2003 BT103
- 2003 BU103
- 2003 BV103
- 2003 BW103
- 2003 BX103

### Du1erau 15 février 2003
- 2003 CG
- 2003 CH
- 2003 CK
- 2003 CA4
- 2003 CC11
- 2003 CG11
- 2003 CM11
- 2003 CV17
- 2003 CL18
- 2003 CO20
- 2003 CQ20
- 2003 CS20
- 2003 CB22
- 2003 CO22
- 2003 CY22
- 2003 CZ22
- 2003 CG23
- 2003 CV23
- 2003 CX23
- 2003 CK27
- 2003 CL27
- 2003 CN27
- 2003 CO27
- 2003 CP27
- 2003 CY27
- 2003 CZ27
- 2003 CA28
- 2003 CB28
- 2003 CJ28
- 2003 CM28
- 2003 CO28

### Du 16 au 28 février 2003
- 2003 DJ
- 2003 DM4
- 2003 DF6
- 2003 DG6
- 2003 DH6
- 2003 DA9
- 2003 DW10
- 2003 DU15
- 2003 DY15
- 2003 DZ15
- 2003 DB16
- 2003 DF16
- 2003 DZ20
- 2003 DV22
- 2003 DL25
- 2003 DU25

### Du1erau 15 mars 2003
- 2003 EM1
- 2003 EP4
- 2003 EG16
- 2003 EH16
- 2003 EP16
- 2003 EQ16
- 2003 EZ16
- 2003 EC50
- 2003 EZ50
- 2003 EH51
- 2003 EK51
- 2003 EX53
- 2003 EG54
- 2003 EH54
- 2003 EM56
- 2003 EU56
- 2003 EJ59
- 2003 EW59
- 2003 EX60
- 2003 ED64
- 2003 ER64
- 2003 EE65
- 2003 EF65
- 2003 EJ65
- 2003 EM65
- 2003 EO65
- 2003 EQ65
- 2003 ES65

### Du 16 au 31 mars 2003
- 2003 FC
- 2003 FN
- 2003 FK1
- 2003 FL1
- 2003 FR2
- 2003 FU2
- 2003 FO3
- 2003 FU3
- 2003 FV3
- 2003 FB5
- 2003 FF5
- 2003 FY6
- 2003 FJ8
- 2003 FE21
- 2003 FR22
- 2003 FN29
- 2003 FM33
- 2003 FD40
- 2003 FH42
- 2003 FS81
- 2003 FM87
- 2003 FZ116
- 2003 FD122
- 2003 FH122
- 2003 FQ122
- 2003 FV124
- 2003 FZ124
- 2003 FD125
- 2003 FF125
- 2003 FK125
- 2003 FL125
- 2003 FP125
- 2003 FS125
- 2003 FB126
- 2003 FH127
- 2003 FJ127
- 2003 FL127
- 2003 FM127
- 2003 FD128
- 2003 FH129
- 2003 FL129
- 2003 FZ129
- 2003 FA130
- 2003 FB130
- 2003 FZ132
- 2003 FY133
- 2003 FD134
- 2003 FQ135
- 2003 FU135
- 2003 FF136
- 2003 FP136
- 2003 FQ136
- 2003 FZ136
- 2003 FB137
- 2003 FJ137
- 2003 FL137
- 2003 FN137
- 2003 FO137
- 2003 FP137
- 2003 FR137
- 2003 FB139
- 2003 FF139
- 2003 FH139
- 2003 FJ139
- 2003 FK139
- 2003 FJ140
- 2003 FK140
- 2003 FL140
- 2003 FQ140
- 2003 FR140
- 2003 FY140
- 2003 FA141
- 2003 FC141
- 2003 FD141
- 2003 FO141
- 2003 FT141
- 2003 FX141
- 2003 FY141
- 2003 FB142
- 2003 FC142
- 2003 FD142
- 2003 FE142
- 2003 FG142

### Du1erau 15 avril 2003
- 2003 GD
- 2003 GJ
- 2003 GX
- 2003 GZ9
- 2003 GC10
- 2003 GA14
- 2003 GJ17
- 2003 GS18
- 2003 GO19
- 2003 GF21
- 2003 GG21
- 2003 GH21
- 2003 GJ21
- 2003 GM21
- 2003 GV21
- 2003 GQ22
- 2003 GR22
- 2003 GS22
- 2003 GO24
- 2003 GT29
- 2003 GV29
- 2003 GG31
- 2003 GR31
- 2003 GT32
- 2003 GB34
- 2003 GE39
- 2003 GU41
- 2003 GD42
- 2003 GW48
- 2003 GP51
- 2003 GQ52
- 2003 GM53
- 2003 GB54
- 2003 GF55
- 2003 GZ58
- 2003 GK60
- 2003 GT60
- 2003 GA61
- 2003 GE61
- 2003 GF61
- 2003 GH61
- 2003 GL61
- 2003 GO61
- 2003 GP61
- 2003 GM62
- 2003 GF63
- 2003 GO63
- 2003 GR63
- 2003 GZ63
- 2003 GC64
- 2003 GA65
- 2003 GH65
- 2003 GJ65
- 2003 GK65
- 2003 GM65
- 2003 GN65
- 2003 GV65
- 2003 GW65
- 2003 GX65
- 2003 GG66
- 2003 GR66
- 2003 GT66
- 2003 GC67
- 2003 GF67
- 2003 GG67
- 2003 GJ67
- 2003 GM67

### Du 16 au 30 avril 2003
- 2003 HM
- 2003 HN
- 2003 HZ
- 2003 HC2
- 2003 HE2
- 2003 HD5
- 2003 HA7
- 2003 HW10
- 2003 HB11
- 2003 HN16
- 2003 HX17
- 2003 HJ19
- 2003 HK19
- 2003 HR23
- 2003 HV23
- 2003 HY23
- 2003 HP24
- 2003 HO32
- 2003 HP32
- 2003 HE34
- 2003 HN34
- 2003 HR36
- 2003 HT42
- 2003 HU43
- 2003 HW48
- 2003 HZ49
- 2003 HP52
- 2003 HL55
- 2003 HX56
- 2003 HZ56
- 2003 HA57
- 2003 HF57
- 2003 HH57
- 2003 HJ57
- 2003 HK57
- 2003 HL57
- 2003 HM57
- 2003 HN57
- 2003 HO57
- 2003 HP57
- 2003 HD61
- 2003 HT61
- 2003 HC62
- 2003 HD62
- 2003 HE62
- 2003 HH62
- 2003 HJ62
- 2003 HN62
- 2003 HO62
- 2003 HR62
- 2003 HS62
- 2003 HT62
- 2003 HU62
- 2003 HY63
- 2003 HA64
- 2003 HH64
- 2003 HU64
- 2003 HY64
- 2003 HB65
- 2003 HF65
- 2003 HL65
- 2003 HM65
- 2003 HN65
- 2003 HR65
- 2003 HU65
- 2003 HX65
- 2003 HA66
- 2003 HC66
- 2003 HE66
- 2003 HF66
- 2003 HH66
- 2003 HJ66

### Du1erau 15 mai 2003
- 2003 JB2
- 2003 JX2
- 2003 JY2
- 2003 JB4
- 2003 JG4
- 2003 JD11
- 2003 JD13
- 2003 JF13
- 2003 JO14
- 2003 JP14
- 2003 JV14
- 2003 JP15
- 2003 JA17
- 2003 JC17
- 2003 JD17
- 2003 JS18
- 2003 JR19
- 2003 JC20
- 2003 JJ20
- 2003 JP20
- 2003 JQ20
- 2003 JT20
- 2003 JW20
- 2003 JY20
- 2003 JD21
- 2003 JE21
- 2003 JG21
- 2003 JH21

### Du 16 au 31 mai 2003
- 2003 KM
- 2003 KK2
- 2003 KT2
- 2003 KB3
- 2003 KH3
- 2003 KF4
- 2003 KT5
- 2003 KW5
- 2003 KY5
- 2003 KN6
- 2003 KY7
- 2003 KC8
- 2003 KM10
- 2003 KU10
- 2003 KQ18
- 2003 KO20
- 2003 KP20
- 2003 KQ20
- 2003 KS20
- 2003 KG21
- 2003 KN21
- 2003 KC22
- 2003 KQ22
- 2003 KR22
- 2003 KS22
- 2003 KT22
- 2003 KW22
- 2003 KD23
- 2003 KG23
- 2003 KO23
- 2003 KY23
- 2003 KA24
- 2003 KB24
- 2003 KG24
- 2003 KJ24
- 2003 KL24
- 2003 KB25
- 2003 KS25
- 2003 KV25
- 2003 KY25
- 2003 KG26
- 2003 KU26
- 2003 KZ26
- 2003 KB27
- 2003 KG27
- 2003 KL27
- 2003 KP27
- 2003 KY27
- 2003 KQ29
- 2003 KY32
- 2003 KK38
- 2003 KP38
- 2003 KQ38
- 2003 KS38
- 2003 KB39
- 2003 KF39
- 2003 KG39
- 2003 KJ39
- 2003 KK39
- 2003 KL39
- 2003 KO39
- 2003 KP39
- 2003 KQ39
- 2003 KT39
- 2003 KU39
- 2003 KV39
- 2003 KW39
- 2003 KX39
- 2003 KD40
- 2003 KE40
- 2003 KL40
- 2003 KM40
- 2003 KQ40
- 2003 KS40

### Du1erau 15 juin 2003
- 2003 LH
- 2003 LW1
- 2003 LW2
- 2003 LR3
- 2003 LE5
- 2003 LA6
- 2003 LE6
- 2003 LK6
- 2003 LN6
- 2003 LZ6
- 2003 LA7
- 2003 LC7
- 2003 LD7
- 2003 LE7
- 2003 LF7
- 2003 LH7
- 2003 LP7
- 2003 LY7
- 2003 LS8
- 2003 LC9
- 2003 LD9
- 2003 LD10
- 2003 LF10
- 2003 LT10
- 2003 LU10
- 2003 LW10
- 2003 LJ11
- 2003 LK11
- 2003 LM11
- 2003 LV11
- 2003 LY11
- 2003 LZ11

### Du 16 au 30 juin 2003
- 2003 MN
- 2003 MU
- 2003 MV
- 2003 ME1
- 2003 MS2
- 2003 MK4
- 2003 ME7
- 2003 MF7
- 2003 MW7
- 2003 MF13
- 2003 MK13
- 2003 MM13

### Du1erau 15 juillet 2003
- 2003 NB
- 2003 ND
- 2003 NW
- 2003 NX
- 2003 NM3
- 2003 NJ5
- 2003 NU5
- 2003 NV5
- 2003 NZ5
- 2003 NA7
- 2003 NL7
- 2003 ND9
- 2003 NL10
- 2003 NF14
- 2003 NG14
- 2003 NQ14
- 2003 NW14
- 2003 NZ14
- 2003 NA15
- 2003 NB15
- 2003 NE15
- 2003 NG15
- 2003 NH15
- 2003 NJ15
- 2003 NL15

### Du 16 au 31 juillet 2003
- 2003 OL
- 2003 OY2
- 2003 OC3
- 2003 OX5
- 2003 OH6
- 2003 OQ6
- 2003 OE11
- 2003 OT13
- 2003 OU13
- 2003 OY16
- 2003 OK18
- 2003 OE19
- 2003 OD25
- 2003 OS33
- 2003 OV33
- 2003 OW33
- 2003 OX33
- 2003 OB34
- 2003 OF34
- 2003 OG34
- 2003 OM34
- 2003 OZ34
- 2003 OC35
- 2003 OH35
- 2003 OV35

### Du1erau 15 août 2003
- 2003 PV3
- 2003 PM5
- 2003 PN5
- 2003 PC10
- 2003 PS10
- 2003 PY10
- 2003 PQ13
- 2003 PS13
- 2003 PU13
- 2003 PV13
- 2003 PW13

### Du 16 au 31 août 2003
- 2003 QC
- 2003 QA1
- 2003 QK5
- 2003 QU5
- 2003 QR9
- 2003 QB10
- 2003 QQ10
- 2003 QV28
- 2003 QD29
- 2003 QF29
- 2003 QH29
- 2003 QY29
- 2003 QZ29
- 2003 QA30
- 2003 QB30
- 2003 QY30
- 2003 QB31
- 2003 QC34
- 2003 QX42
- 2003 QP47
- 2003 QL65
- 2003 QC70
- 2003 QF70
- 2003 QO74
- 2003 QY80
- 2003 QC81
- 2003 QK81
- 2003 QD82
- 2003 QE82
- 2003 QN82
- 2003 QW82
- 2003 QY82
- 2003 QD83
- 2003 QV83
- 2003 QX83
- 2003 QY83
- 2003 QA84
- 2003 QD84
- 2003 QE84
- 2003 QH84
- 2003 QJ84
- 2003 QL84
- 2003 QT84
- 2003 QV84
- 2003 QU85
- 2003 QZ85
- 2003 QB86
- 2003 QH86
- 2003 QK86
- 2003 QH88
- 2003 QP89
- 2003 QT90
- 2003 QU90
- 2003 QX90
- 2003 QY90
- 2003 QZ90
- 2003 QC91
- 2003 QD91
- 2003 QE91
- 2003 QF91
- 2003 QG91
- 2003 QJ91
- 2003 QL91
- 2003 QM91
- 2003 QN91
- 2003 QP91
- 2003 QS91
- 2003 QU91
- 2003 QV91
- 2003 QW91
- 2003 QX91
- 2003 QY91
- 2003 QO95
- 2003 QG96
- 2003 QH96
- 2003 QL96
- 2003 QN96
- 2003 QW96
- 2003 QZ96
- 2003 QT97
- 2003 QE98
- 2003 QM98
- 2003 QU98
- 2003 QK100
- 2003 QM104
- 2003 QV105
- 2003 QX107
- 2003 QQ108
- 2003 QP110
- 2003 QB112
- 2003 QC112
- 2003 QD112
- 2003 QE112
- 2003 QM112
- 2003 QN112
- 2003 QO112
- 2003 QP112
- 2003 QS113
- 2003 QY113
- 2003 QO115
- 2003 QS115
- 2003 QZ115
- 2003 QB116
- 2003 QK116
- 2003 QN116
- 2003 QS116
- 2003 QT116
- 2003 QV116
- 2003 QX116
- 2003 QZ116
- 2003 QD117
- 2003 QH117
- 2003 QK117
- 2003 QU117
- 2003 QZ117
- 2003 QB118
- 2003 QG118
- 2003 QR118
- 2003 QV118
- 2003 QY118
- 2003 QZ118
- 2003 QE120
- 2003 QJ120
- 2003 QQ120
- 2003 QU121
- 2003 QV121
- 2003 QY121
- 2003 QB122
- 2003 QC122
- 2003 QD122
- 2003 QF122
- 2003 QG122
- 2003 QE123
- 2003 QG123
- 2003 QJ123
- 2003 QK123
- 2003 QQ123
- 2003 QY123
- 2003 QA124
- 2003 QB124
- 2003 QC124
- 2003 QF124
- 2003 QG124
- 2003 QH124
- 2003 QJ124
- 2003 QK124
- 2003 QN124
- 2003 QQ124
- 2003 QR124
- 2003 QU124
- 2003 QX124
- 2003 QC125
- 2003 QD125
- 2003 QJ125
- 2003 QK125
- 2003 QO125
- 2003 QR125
- 2003 QS125
- 2003 QT125
- 2003 QU125
- 2003 QA126
- 2003 QB126
- 2003 QE126
- 2003 QH126
- 2003 QJ126
- 2003 QK126
- 2003 QL126
- 2003 QN126
- 2003 QO126
- 2003 QP126
- 2003 QQ126
- 2003 QR126
- 2003 QS126
- 2003 QT126
- 2003 QU126
- 2003 QV126
- 2003 QW126
- 2003 QX126
- 2003 QZ126
- 2003 QB127
- 2003 QC127
- 2003 QD127
- 2003 QE127

### Du1erau 15 septembre 2003
- 2003 RA
- 2003 RL
- 2003 RS1
- 2003 RE2
- 2003 RB5
- 2003 RD5
- 2003 RE5
- 2003 RY5
- 2003 RL10
- 2003 RM11
- 2003 RQ11
- 2003 RU11
- 2003 RV11
- 2003 RW11
- 2003 RX11
- 2003 RA23
- 2003 RT27
- 2003 RG28
- 2003 RS28

### Du 16 au 30 septembre 2003
- 2003 SA
- 2003 SD
- 2003 SF
- 2003 SL
- 2003 SU
- 2003 SZ
- 2003 SN1
- 2003 SZ1
- 2003 SR2
- 2003 SU3
- 2003 SL4
- 2003 SY4
- 2003 SJ5
- 2003 SK5
- 2003 SL5
- 2003 SM5
- 2003 SO5
- 2003 SA6
- 2003 SS6
- 2003 SA7
- 2003 SE7
- 2003 SN7
- 2003 SC9
- 2003 SN9
- 2003 ST9
- 2003 SX9
- 2003 SJ11
- 2003 SG14
- 2003 SC15
- 2003 SF16
- 2003 SS16
- 2003 SO17
- 2003 SY17
- 2003 SZ17
- 2003 SF18
- 2003 SW18
- 2003 SH19
- 2003 SJ19
- 2003 SL19
- 2003 SU19
- 2003 SF20
- 2003 SL20
- 2003 SS20
- 2003 SW20
- 2003 SM21
- 2003 SX21
- 2003 SB23
- 2003 SP23
- 2003 SA24
- 2003 SB24
- 2003 SC24
- 2003 SD24
- 2003 SH24
- 2003 SX24
- 2003 SH27
- 2003 SB32
- 2003 SU34
- 2003 SJ35
- 2003 SK36
- 2003 SL36
- 2003 SB48
- 2003 SZ48
- 2003 SP53
- 2003 SQ53
- 2003 SR53
- 2003 SP54
- 2003 SE55
- 2003 SK56
- 2003 SN56
- 2003 SR62
- 2003 SS62
- 2003 SK63
- 2003 SQ63
- 2003 SE68
- 2003 SL68
- 2003 SM68
- 2003 SV68
- 2003 SA69
- 2003 SM72
- 2003 SO72
- 2003 SR72
- 2003 SW72
- 2003 SB73
- 2003 SH74
- 2003 SX74
- 2003 SB75
- 2003 SD75
- 2003 SR78
- 2003 SY80
- 2003 SL83
- 2003 SH84
- 2003 SK84
- 2003 SN84
- 2003 SR84
- 2003 SS84
- 2003 SU84
- 2003 SW84
- 2003 SX84
- 2003 SA85
- 2003 SB85
- 2003 SZ87
- 2003 SP88
- 2003 SD90
- 2003 SK91
- 2003 SM91
- 2003 SR92
- 2003 SV94
- 2003 SM96
- 2003 SV100
- 2003 SF102
- 2003 SC109
- 2003 SD109
- 2003 SK111
- 2003 SO112
- 2003 SH113
- 2003 SL113
- 2003 SM114
- 2003 SS114
- 2003 SY114
- 2003 SM115
- 2003 SO115
- 2003 SS115
- 2003 SP116
- 2003 SR116
- 2003 SM118
- 2003 SN118
- 2003 SK120
- 2003 SF121
- 2003 ST122
- 2003 SW122
- 2003 SQ123
- 2003 SQ124
- 2003 SS124
- 2003 SB125
- 2003 SC125
- 2003 SD125
- 2003 SE125
- 2003 SE126
- 2003 ST126
- 2003 SA127
- 2003 SC130
- 2003 SM130
- 2003 SW130
- 2003 SA131
- 2003 SA132
- 2003 SV132
- 2003 SB135
- 2003 SM135
- 2003 SO135
- 2003 SZ136
- 2003 SA138
- 2003 SS140
- 2003 SS152
- 2003 SJ154
- 2003 SD158
- 2003 SJ158
- 2003 SV159
- 2003 SN161
- 2003 SY163
- 2003 SY165
- 2003 SL166
- 2003 SE170
- 2003 SF170
- 2003 SH170
- 2003 SJ170
- 2003 SV173
- 2003 SE175
- 2003 SF177
- 2003 SD180
- 2003 SE180
- 2003 SQ182
- 2003 SU183
- 2003 SZ184
- 2003 SF185
- 2003 SX185
- 2003 SS186
- 2003 SW186
- 2003 SG187
- 2003 SK187
- 2003 SL187
- 2003 SR191
- 2003 SK202
- 2003 SE205
- 2003 SL205
- 2003 SH206
- 2003 ST213
- 2003 SL214
- 2003 SN214
- 2003 SO214
- 2003 SP214
- 2003 SS214
- 2003 SU214
- 2003 SH215
- 2003 SK215
- 2003 SL215
- 2003 SM215
- 2003 SN215
- 2003 SV216
- 2003 SH217
- 2003 SZ218
- 2003 SE219
- 2003 SR221
- 2003 ST221
- 2003 SU221
- 2003 SQ222
- 2003 ST222
- 2003 SZ226
- 2003 SA229
- 2003 SR229
- 2003 SF231
- 2003 SX232
- 2003 SP236
- 2003 SG237
- 2003 SD239
- 2003 SO239
- 2003 ST239
- 2003 SV239
- 2003 SG240
- 2003 SL240
- 2003 SO240
- 2003 ST240
- 2003 SM241
- 2003 SW241
- 2003 SC242
- 2003 SG242
- 2003 SS242
- 2003 SZ242
- 2003 SJ243
- 2003 SK243
- 2003 SM243
- 2003 SN243
- 2003 SQ243
- 2003 SU243
- 2003 SY243
- 2003 SC245
- 2003 SG246
- 2003 SW247
- 2003 SC253
- 2003 SG254
- 2003 SJ255
- 2003 SP256
- 2003 SB258
- 2003 SF260
- 2003 SH260
- 2003 SH261
- 2003 SG262
- 2003 SD263
- 2003 SE265
- 2003 SG265
- 2003 SR265
- 2003 ST265
- 2003 SX265
- 2003 SX266
- 2003 SV267
- 2003 SA268
- 2003 SP268
- 2003 SR268
- 2003 SS268
- 2003 SX268
- 2003 SZ274
- 2003 SC276
- 2003 SN276
- 2003 SS276
- 2003 SE279
- 2003 SW280
- 2003 SG287
- 2003 SP287
- 2003 SQ287
- 2003 SU287
- 2003 SD288
- 2003 ST289
- 2003 SR290
- 2003 SH292
- 2003 SQ295
- 2003 SQ298
- 2003 SF302
- 2003 SQ302
- 2003 SZ306
- 2003 SP307
- 2003 SV310
- 2003 SY314
- 2003 SO316
- 2003 SK317
- 2003 SO317
- 2003 SB318
- 2003 SS318
- 2003 SL319
- 2003 SG323
- 2003 SW323
- 2003 SY323
- 2003 SF325
- 2003 SH325
- 2003 SQ325
- 2003 SF326
- 2003 SR326
- 2003 SU326
- 2003 SA327
- 2003 SD327
- 2003 SH327
- 2003 SN328
- 2003 ST328
- 2003 SF329
- 2003 SQ329
- 2003 SW329
- 2003 SQ330
- 2003 SR330
- 2003 ST330
- 2003 SV330
- 2003 SY330
- 2003 SA331
- 2003 SE331
- 2003 SY331
- 2003 SQ332
- 2003 SV332
- 2003 SQ333
- 2003 SV333
- 2003 SM334
- 2003 SP334
- 2003 SS334
- 2003 SC335
- 2003 SR335
- 2003 SW335
- 2003 SB336
- 2003 SE336
- 2003 SG336
- 2003 SJ336
- 2003 SL336
- 2003 SV336
- 2003 SX336
- 2003 SE337
- 2003 SH337
- 2003 SL338
- 2003 SV338
- 2003 SW338
- 2003 SL339
- 2003 SA340
- 2003 SE340
- 2003 SH340
- 2003 SW340
- 2003 SA341
- 2003 SV341
- 2003 SW341
- 2003 SX341
- 2003 SG342
- 2003 SB343
- 2003 SG343
- 2003 SP343
- 2003 SY343
- 2003 SO344
- 2003 SJ345
- 2003 SP345
- 2003 SW345
- 2003 SB346
- 2003 SD346
- 2003 SH346
- 2003 SU346
- 2003 SY346
- 2003 SZ346
- 2003 SA347
- 2003 SD347
- 2003 SG347
- 2003 SH347
- 2003 SK347
- 2003 SN347
- 2003 SO347
- 2003 SE348
- 2003 SG348
- 2003 SH348
- 2003 SN348
- 2003 SS348
- 2003 SW348
- 2003 SL349
- 2003 SQ349
- 2003 SS349
- 2003 SZ349
- 2003 SP350
- 2003 SW350
- 2003 SZ350
- 2003 SA351
- 2003 SE352
- 2003 SL352
- 2003 SB354
- 2003 SS354
- 2003 SR356
- 2003 SW356
- 2003 SD357
- 2003 SS357
- 2003 SU357
- 2003 SW357
- 2003 SP358
- 2003 SQ358
- 2003 SV358
- 2003 SZ359
- 2003 SF360
- 2003 SM360
- 2003 SP360
- 2003 SD361
- 2003 SR361
- 2003 SS361
- 2003 SV361
- 2003 SK362
- 2003 ST362
- 2003 SV362
- 2003 SC363
- 2003 SZ363
- 2003 SL365
- 2003 SC366
- 2003 SH366
- 2003 SN366
- 2003 SO366
- 2003 SU366
- 2003 SW366
- 2003 SG367
- 2003 SH367
- 2003 SJ367
- 2003 SR367
- 2003 ST367
- 2003 SV367
- 2003 SC368
- 2003 SK368
- 2003 SL368
- 2003 SO369
- 2003 SP369
- 2003 SA370
- 2003 SB370
- 2003 SG370
- 2003 SH370
- 2003 SL370
- 2003 SN370
- 2003 ST370
- 2003 SU370
- 2003 SY370
- 2003 SZ370
- 2003 SD371
- 2003 SH371
- 2003 SM371
- 2003 SO371
- 2003 SR371
- 2003 ST371
- 2003 SV371
- 2003 SZ371
- 2003 SF372
- 2003 SH372
- 2003 SN372
- 2003 SO372
- 2003 SQ372
- 2003 SR372
- 2003 SV372
- 2003 SW372
- 2003 SX372
- 2003 SC373
- 2003 SE373
- 2003 SH373
- 2003 SJ373
- 2003 SK373
- 2003 SL373
- 2003 SM373
- 2003 SS373
- 2003 SV373
- 2003 SX373
- 2003 SY373
- 2003 SZ373
- 2003 SB374
- 2003 SC374
- 2003 SE374
- 2003 SG374
- 2003 SP374
- 2003 SV374
- 2003 SW374
- 2003 SX374
- 2003 SC375
- 2003 SJ375
- 2003 SP375
- 2003 SZ375
- 2003 SB376
- 2003 SC376
- 2003 SD376
- 2003 SN376
- 2003 SQ376
- 2003 SS376
- 2003 SW376
- 2003 SY376
- 2003 SF377
- 2003 SG377
- 2003 SJ377
- 2003 SO377
- 2003 SP377
- 2003 SQ377
- 2003 SX377
- 2003 SF378
- 2003 SH378
- 2003 SJ378
- 2003 SK378
- 2003 SP378
- 2003 SQ378
- 2003 SS378
- 2003 SU378
- 2003 SW378
- 2003 SZ378
- 2003 SA379
- 2003 SC379
- 2003 SD379
- 2003 SF379
- 2003 SO379
- 2003 SP379
- 2003 SV379
- 2003 SZ379
- 2003 SC380
- 2003 SP380
- 2003 ST380
- 2003 SV380
- 2003 SX380
- 2003 SZ380
- 2003 SC381
- 2003 SD381
- 2003 SO381
- 2003 SQ381
- 2003 SS381
- 2003 SV381
- 2003 SX381
- 2003 SC382
- 2003 SF382
- 2003 SG382
- 2003 SK382
- 2003 SL382
- 2003 SR382
- 2003 SU382
- 2003 SV382
- 2003 SX382
- 2003 SZ382
- 2003 SJ383
- 2003 SK383
- 2003 SN383
- 2003 SO383
- 2003 SQ383
- 2003 SV383
- 2003 SX383
- 2003 SB384
- 2003 SC384
- 2003 SD384
- 2003 SQ384
- 2003 SR384
- 2003 SU384
- 2003 SV384
- 2003 SB385
- 2003 SC385
- 2003 SF385
- 2003 SK385
- 2003 SP385
- 2003 SQ385
- 2003 ST385
- 2003 SW385
- 2003 SY385
- 2003 SZ385
- 2003 SB386
- 2003 SF386
- 2003 SG386
- 2003 SN386
- 2003 SP386
- 2003 SR386
- 2003 SA387
- 2003 SR387
- 2003 SS387
- 2003 SW387
- 2003 SX387
- 2003 SY387
- 2003 SZ387
- 2003 SA388
- 2003 SB388
- 2003 SD388
- 2003 SE388
- 2003 SP388
- 2003 SX388
- 2003 SC389
- 2003 SR389
- 2003 SS389
- 2003 SK390
- 2003 SP390
- 2003 SS390
- 2003 SX390
- 2003 SD391
- 2003 SO391
- 2003 SQ391
- 2003 SR391
- 2003 SU391
- 2003 SY391
- 2003 SZ391
- 2003 SU392
- 2003 SW392
- 2003 SD393
- 2003 SE393
- 2003 SR393
- 2003 ST393
- 2003 SU393
- 2003 SW393
- 2003 SZ393
- 2003 SA394
- 2003 SE394
- 2003 SL394
- 2003 SQ394
- 2003 SR394
- 2003 SV394
- 2003 SA396
- 2003 SC396
- 2003 SD396
- 2003 SK396
- 2003 SP396
- 2003 SV396
- 2003 SC397
- 2003 SG397
- 2003 SH397
- 2003 SL397
- 2003 SP397
- 2003 SQ397
- 2003 SV397
- 2003 SX397
- 2003 SA398
- 2003 SF398
- 2003 SL398
- 2003 SN398
- 2003 SP398
- 2003 SS398
- 2003 ST398
- 2003 SG399
- 2003 SU399
- 2003 SX399
- 2003 SF400
- 2003 SG400
- 2003 SW400
- 2003 SB401
- 2003 SF401
- 2003 SN401
- 2003 SR401
- 2003 SV401
- 2003 SA402
- 2003 SD402
- 2003 SE402
- 2003 SL402
- 2003 SP402
- 2003 SU402
- 2003 SY402
- 2003 SA403
- 2003 SC403
- 2003 SD403
- 2003 SH403
- 2003 SW403
- 2003 SK404
- 2003 SN404
- 2003 SY404
- 2003 SC405
- 2003 SD405
- 2003 SF405
- 2003 SM405
- 2003 SS405
- 2003 SW405
- 2003 SZ405
- 2003 ST406
- 2003 SW406
- 2003 SO407
- 2003 SC408
- 2003 SN408
- 2003 SO408
- 2003 SU408
- 2003 SZ408
- 2003 SB409
- 2003 SC409
- 2003 SD409
- 2003 SJ409
- 2003 SK409
- 2003 SL409
- 2003 SN409
- 2003 SQ409
- 2003 SR409
- 2003 ST409
- 2003 SW409
- 2003 SX409
- 2003 SA410
- 2003 SC410
- 2003 SJ410
- 2003 SS410
- 2003 SZ410
- 2003 SA411
- 2003 SD411
- 2003 SQ411
- 2003 SR411
- 2003 ST411
- 2003 SV411
- 2003 SX411
- 2003 SG412
- 2003 SK412
- 2003 SO412
- 2003 SP412
- 2003 SY412
- 2003 SF413
- 2003 SM413
- 2003 SO413
- 2003 SP413
- 2003 SR413
- 2003 ST413
- 2003 SZ413
- 2003 SG414
- 2003 SH414
- 2003 SJ414
- 2003 SL414
- 2003 SN414
- 2003 SO414
- 2003 SP414
- 2003 SS414
- 2003 ST414
- 2003 SU414
- 2003 SA415
- 2003 SC415
- 2003 SD415
- 2003 SF415
- 2003 SG415
- 2003 SQ415
- 2003 SZ415
- 2003 SE416
- 2003 SO416
- 2003 SP416
- 2003 ST416
- 2003 SY416
- 2003 SF417
- 2003 SJ417
- 2003 SK417
- 2003 SL417
- 2003 SO417
- 2003 SP417
- 2003 SS417
- 2003 ST417
- 2003 SU417
- 2003 SW417
- 2003 SA418
- 2003 SJ418
- 2003 SN418
- 2003 SS418
- 2003 SB419
- 2003 SF419
- 2003 SM419
- 2003 SO419
- 2003 SR419
- 2003 SY419
- 2003 SB420
- 2003 SF420
- 2003 SS420
- 2003 ST420
- 2003 SY420
- 2003 SC421
- 2003 SL421
- 2003 SD422
- 2003 SE422
- 2003 SF422
- 2003 SH422
- 2003 SJ422
- 2003 SN422
- 2003 SO422
- 2003 SS422
- 2003 SU422
- 2003 SB424
- 2003 SD424
- 2003 SL424
- 2003 SM424
- 2003 SH425
- 2003 SK425
- 2003 SW425
- 2003 SJ426
- 2003 SR426
- 2003 ST426
- 2003 SV426
- 2003 SW426
- 2003 SZ426
- 2003 SB427
- 2003 SL427
- 2003 SY427
- 2003 SA428
- 2003 SM428
- 2003 SP428
- 2003 SU428
- 2003 SC429
- 2003 SD429
- 2003 SM429
- 2003 SD430
- 2003 SE430
- 2003 SM430
- 2003 SW430
- 2003 SM431
- 2003 SA432
- 2003 SB432
- 2003 SO432
- 2003 SP432
- 2003 SB433
- 2003 SE433
- 2003 SJ433
- 2003 ST433
- 2003 SE434
- 2003 SK434
- 2003 SU434
- 2003 SV434
- 2003 SD435
- 2003 SH435
- 2003 SJ435
- 2003 SM435
- 2003 SW435
- 2003 SY435
- 2003 SA436
- 2003 SF440
- 2003 SG440
- 2003 SH440
- 2003 SN440
- 2003 SP443
- 2003 SR443
- 2003 SX443
- 2003 SK444
- 2003 SL444
- 2003 SD445
- 2003 SE445
- 2003 SK445
- 2003 SO445
- 2003 SQ445
- 2003 ST445
- 2003 SY445
- 2003 SZ445
- 2003 SB446
- 2003 SD446
- 2003 SF446
- 2003 SH446
- 2003 SK446
- 2003 SN446
- 2003 SP446
- 2003 SR446
- 2003 SU446
- 2003 SW446
- 2003 SX446
- 2003 SY446
- 2003 SB447
- 2003 SC447
- 2003 SF447
- 2003 SH447
- 2003 SK447
- 2003 SL447
- 2003 SO447
- 2003 ST447
- 2003 SV447
- 2003 SX447
- 2003 SA448
- 2003 SD448
- 2003 SF448
- 2003 SG448
- 2003 SJ448
- 2003 SL448
- 2003 SQ448
- 2003 SW448
- 2003 SX448
- 2003 SY448
- 2003 SA449
- 2003 SB449
- 2003 SG449
- 2003 SH449
- 2003 SJ449
- 2003 SL449
- 2003 SM449
- 2003 SO449
- 2003 SP449
- 2003 SQ449
- 2003 SR449
- 2003 ST449
- 2003 ST450
- 2003 SO451
- 2003 SG452
- 2003 SH452
- 2003 SP452
- 2003 SR452
- 2003 SY452
- 2003 SJ453
- 2003 SL453
- 2003 ST453
- 2003 SU453
- 2003 SV453
- 2003 SX453
- 2003 SE454
- 2003 SF454
- 2003 SQ454
- 2003 SR454
- 2003 SS454
- 2003 ST454
- 2003 SU454
- 2003 SV454
- 2003 SZ454
- 2003 SB455
- 2003 SF455
- 2003 SH455
- 2003 SJ455
- 2003 SL455
- 2003 SM455
- 2003 SQ455
- 2003 SR455
- 2003 SS455
- 2003 ST455
- 2003 SV455
- 2003 SW455
- 2003 SX455
- 2003 SZ455
- 2003 SA456
- 2003 SB456
- 2003 SD456
- 2003 SF456
- 2003 SG456
- 2003 SH456
- 2003 SK456
- 2003 SL456
- 2003 SM456
- 2003 SN456
- 2003 SR456
- 2003 SU456
- 2003 SV456
- 2003 SW456
- 2003 SX456
- 2003 SY456
- 2003 SZ456
- 2003 SA457
- 2003 SB457
- 2003 SC457
- 2003 SD457
- 2003 SE457
- 2003 SF457
- 2003 SR458
- 2003 SV458
- 2003 SZ458
- 2003 SA459
- 2003 SE459
- 2003 SL459
- 2003 SP459
- 2003 ST459
- 2003 SD460
- 2003 SF460
- 2003 SJ460
- 2003 SK460
- 2003 SL460
- 2003 SM460
- 2003 SP460
- 2003 SQ460
- 2003 SS460
- 2003 ST460
- 2003 SU460
- 2003 SV460
- 2003 SC461
- 2003 SD461
- 2003 SE461
- 2003 SG461
- 2003 ST461
- 2003 SY461
- 2003 SZ461
- 2003 SA462
- 2003 SB462
- 2003 SC462
- 2003 SD462
- 2003 SE462
- 2003 SF462
- 2003 SG462
- 2003 SH462
- 2003 SJ462
- 2003 SK462
- 2003 SX462
- 2003 SY462
- 2003 SE463
- 2003 SG463
- 2003 SH463
- 2003 SL463
- 2003 SQ463
- 2003 ST463
- 2003 SU463
- 2003 SV463
- 2003 SY463
- 2003 SA464
- 2003 SB464
- 2003 SC464
- 2003 SD464
- 2003 SE464
- 2003 SF464
- 2003 SL464
- 2003 SM464
- 2003 SN464
- 2003 SO464
- 2003 SY464
- 2003 SZ464
- 2003 SD465
- 2003 SG465
- 2003 SH465
- 2003 SK465
- 2003 SN465
- 2003 SR465
- 2003 SX465
- 2003 SY465
- 2003 SZ465
- 2003 SD466
- 2003 SJ466
- 2003 SK466
- 2003 SP466
- 2003 SR466
- 2003 SS466
- 2003 ST466
- 2003 SU466
- 2003 SV466
- 2003 SW466
- 2003 SX466
- 2003 SY466
- 2003 SZ466
- 2003 SA467
- 2003 SB467
- 2003 SD467
- 2003 SE467
- 2003 SH467
- 2003 SL467
- 2003 SM467
- 2003 SN467
- 2003 SO467
- 2003 SP467
- 2003 SQ467
- 2003 SR467
- 2003 ST467
- 2003 SX467
- 2003 SY467
- 2003 SZ467
- 2003 SA468
- 2003 SC468
- 2003 SD468
- 2003 SE468
- 2003 SF468
- 2003 SH468
- 2003 SL468
- 2003 SP468
- 2003 SQ468
- 2003 SR468
- 2003 SU468
- 2003 SV468
- 2003 SY468
- 2003 SZ468
- 2003 SD469
- 2003 SF469
- 2003 SH469
- 2003 SK469
- 2003 SO469
- 2003 SP469
- 2003 SQ469
- 2003 SR469
- 2003 SS469
- 2003 SV469
- 2003 SW469
- 2003 SB470
- 2003 SF470
- 2003 SJ470
- 2003 SK470
- 2003 SL470
- 2003 SN470
- 2003 SO470
- 2003 SQ470
- 2003 ST470
- 2003 SW470
- 2003 SX470
- 2003 SY470
- 2003 SZ470
- 2003 SE471
- 2003 SG471
- 2003 SH471
- 2003 SJ471
- 2003 SK471
- 2003 SL471
- 2003 SM471
- 2003 SO471
- 2003 SP471
- 2003 SQ471
- 2003 SR471
- 2003 SS471
- 2003 SY471
- 2003 SZ471
- 2003 SA472
- 2003 SB472
- 2003 SC472
- 2003 SD472
- 2003 SE472
- 2003 SF472
- 2003 SG472
- 2003 SH472
- 2003 SJ472
- 2003 SK472
- 2003 SL472
- 2003 SM472
- 2003 SO472
- 2003 SQ472
- 2003 SS472
- 2003 ST472
- 2003 SU472
- 2003 SP473
- 2003 SR473
- 2003 SS473
- 2003 ST473
- 2003 SV473
- 2003 SX473
- 2003 SY473
- 2003 SZ473
- 2003 SA474
- 2003 SB474
- 2003 SD474
- 2003 SE474
- 2003 SF474
- 2003 SG474
- 2003 SH474
- 2003 SL474
- 2003 SO474
- 2003 SP474
- 2003 SQ474
- 2003 SR474
- 2003 SS474
- 2003 ST474
- 2003 SU474
- 2003 SV474
- 2003 SW474
- 2003 SX474
- 2003 SY474
- 2003 SZ474
- 2003 SB475
- 2003 SC475
- 2003 SD475
- 2003 SE475
- 2003 SG475
- 2003 SH475
- 2003 SL475
- 2003 SM475
- 2003 SN475
- 2003 SP475
- 2003 SR475
- 2003 SS475
- 2003 ST475
- 2003 SU475
- 2003 SW475
- 2003 SY475
- 2003 SZ475
- 2003 SA476
- 2003 SB476
- 2003 SD476
- 2003 SG476
- 2003 SH476
- 2003 SJ476
- 2003 SL476
- 2003 SN476
- 2003 SO476
- 2003 SQ476
- 2003 SR476
- 2003 ST476
- 2003 SU476
- 2003 SW476
- 2003 SX476
- 2003 SY476
- 2003 SZ476
- 2003 SA477
- 2003 SB477
- 2003 SC477
- 2003 SD477
- 2003 SE477
- 2003 SF477
- 2003 SH477
- 2003 SJ477
- 2003 SK477
- 2003 SL477
- 2003 SM477
- 2003 SN477
- 2003 SO477
- 2003 SP477
- 2003 SQ477
- 2003 SS477
- 2003 ST477
- 2003 SU477
- 2003 SV477
- 2003 SW477
- 2003 SX477
- 2003 SY477
- 2003 SZ477
- 2003 SA478
- 2003 SC478

### Du1erau 15 octobre 2003
- 2003 TG
- 2003 TO
- 2003 TW
- 2003 TK1
- 2003 TL1
- 2003 TM1
- 2003 TZ1
- 2003 TF2
- 2003 TG2
- 2003 TH2
- 2003 TK2
- 2003 TV2
- 2003 TW2
- 2003 TF4
- 2003 TQ5
- 2003 TA6
- 2003 TB6
- 2003 TO9
- 2003 TR9
- 2003 TT9
- 2003 TX9
- 2003 TM10
- 2003 TG17
- 2003 TO21
- 2003 TV21
- 2003 TD22
- 2003 TD23
- 2003 TF23
- 2003 TJ23
- 2003 TA24
- 2003 TY24
- 2003 TG25
- 2003 TC26
- 2003 TD26
- 2003 TC27
- 2003 TK27
- 2003 TN27
- 2003 TZ27
- 2003 TA28
- 2003 TF28
- 2003 TV28
- 2003 TK29
- 2003 TQ29
- 2003 TV29
- 2003 TY29
- 2003 TA30
- 2003 TZ30
- 2003 TF31
- 2003 TM31
- 2003 TT31
- 2003 TV31
- 2003 TH34
- 2003 TW35
- 2003 TD36
- 2003 TU36
- 2003 TA37
- 2003 TC37
- 2003 TG38
- 2003 TW38
- 2003 TZ38
- 2003 TS39
- 2003 TM40
- 2003 TS40
- 2003 TV40
- 2003 TX40
- 2003 TR41
- 2003 TT41
- 2003 TY41
- 2003 TP42
- 2003 TR42
- 2003 TT42
- 2003 TL44
- 2003 TM44
- 2003 TR45
- 2003 TY45
- 2003 TX48
- 2003 TJ53
- 2003 TU53
- 2003 TW53
- 2003 TJ58
- 2003 TK58
- 2003 TL58
- 2003 TQ61
- 2003 TT61
- 2003 TV61
- 2003 TW61
- 2003 TK62
- 2003 TL62
- 2003 TR62
- 2003 TJ63
- 2003 TK63
- 2003 TM63
- 2003 TZ63
- 2003 TA64
- 2003 TD64
- 2003 TE64
- 2003 TF64
- 2003 TG64
- 2003 TK64
- 2003 TM64
- 2003 TO64
- 2003 TS64
- 2003 TU64
- 2003 TY64
- 2003 TA65
- 2003 TB65
- 2003 TD65
- 2003 TF65
- 2003 TG65
- 2003 TH65
- 2003 TK65
- 2003 TM65
- 2003 TN65
- 2003 TO65
- 2003 TP65
- 2003 TQ65
- 2003 TS65
- 2003 TT65
- 2003 TV65
- 2003 TX65
- 2003 TY65
- 2003 TC66
- 2003 TD66
- 2003 TE66
- 2003 TG66

### Du 16 au 31 octobre 2003
- 2003 UC
- 2003 UE
- 2003 UF
- 2003 UM
- 2003 UV1
- 2003 UB2
- 2003 UE2
- 2003 UL2
- 2003 UP2
- 2003 UG3
- 2003 UM3
- 2003 UQ3
- 2003 UW3
- 2003 UA4
- 2003 UB5
- 2003 UC5
- 2003 UD5
- 2003 UJ5
- 2003 UL5
- 2003 UQ5
- 2003 UR5
- 2003 UW5
- 2003 UX5
- 2003 UB6
- 2003 UD6
- 2003 UE6
- 2003 UM6
- 2003 UG7
- 2003 UZ7
- 2003 UE8
- 2003 UF8
- 2003 UL9
- 2003 US9
- 2003 UC10
- 2003 UM10
- 2003 UO12
- 2003 UP12
- 2003 UQ12
- 2003 UY12
- 2003 UC13
- 2003 UA14
- 2003 UJ14
- 2003 UZ14
- 2003 UL15
- 2003 UV15
- 2003 UA17
- 2003 UC17
- 2003 UQ17
- 2003 US17
- 2003 UT17
- 2003 UK18
- 2003 UU18
- 2003 UW18
- 2003 UX18
- 2003 UX19
- 2003 UY19
- 2003 UA21
- 2003 UB22
- 2003 UC22
- 2003 UE22
- 2003 UG22
- 2003 UL22
- 2003 UM22
- 2003 UP24
- 2003 US24
- 2003 UT24
- 2003 UO25
- 2003 UP25
- 2003 UQ25
- 2003 UR25
- 2003 UW26
- 2003 UX26
- 2003 UZ26
- 2003 UY27
- 2003 UZ28
- 2003 UE30
- 2003 UO30
- 2003 UX30
- 2003 UB31
- 2003 UD31
- 2003 UF31
- 2003 UM31
- 2003 UA32
- 2003 UP32
- 2003 UX32
- 2003 UC33
- 2003 UU33
- 2003 UY33
- 2003 UC34
- 2003 UP35
- 2003 UZ37
- 2003 UH38
- 2003 UY38
- 2003 UC39
- 2003 UZ39
- 2003 UK41
- 2003 UQ41
- 2003 UT41
- 2003 UY41
- 2003 UB42
- 2003 UY42
- 2003 UZ42
- 2003 UE43
- 2003 US43
- 2003 UW43
- 2003 UA44
- 2003 UD45
- 2003 UG45
- 2003 UH45
- 2003 UK45
- 2003 UL45
- 2003 UN45
- 2003 UY45
- 2003 UH46
- 2003 UL46
- 2003 UM46
- 2003 UQ46
- 2003 UB48
- 2003 UT55
- 2003 UJ58
- 2003 UQ58
- 2003 UL67
- 2003 UR67
- 2003 UB68
- 2003 UE68
- 2003 UV68
- 2003 UG69
- 2003 US69
- 2003 UD70
- 2003 UK70
- 2003 UP70
- 2003 UE72
- 2003 UG72
- 2003 UQ73
- 2003 UY77
- 2003 UO79
- 2003 UG82
- 2003 UK84
- 2003 UL84
- 2003 UY84
- 2003 UE85
- 2003 UD87
- 2003 UR89
- 2003 UF90
- 2003 UW91
- 2003 UQ97
- 2003 UP106
- 2003 UX111
- 2003 UF115
- 2003 UH115
- 2003 UB116
- 2003 UM117
- 2003 UP120
- 2003 UR120
- 2003 UT121
- 2003 UH123
- 2003 UV123
- 2003 UX123
- 2003 US125
- 2003 UV127
- 2003 UT128
- 2003 UZ128
- 2003 UB129
- 2003 US130
- 2003 UD136
- 2003 UM153
- 2003 US153
- 2003 UU153
- 2003 UP154
- 2003 UL155
- 2003 UL156
- 2003 UA158
- 2003 UY159
- 2003 UJ165
- 2003 UZ165
- 2003 UH166
- 2003 UD169
- 2003 UV172
- 2003 UY172
- 2003 UW176
- 2003 UN179
- 2003 UB183
- 2003 UL189
- 2003 UC191
- 2003 UN191
- 2003 UQ192
- 2003 UR203
- 2003 UM204
- 2003 UK205
- 2003 UM207
- 2003 UA209
- 2003 UN210
- 2003 UP211
- 2003 UE214
- 2003 UG214
- 2003 UU220
- 2003 UH224
- 2003 UM224
- 2003 UP228
- 2003 UM230
- 2003 UV231
- 2003 UN233
- 2003 UC235
- 2003 UL235
- 2003 UN244
- 2003 UH250
- 2003 UF251
- 2003 UV251
- 2003 UC253
- 2003 UD254
- 2003 UR261
- 2003 UW261
- 2003 UX262
- 2003 UX268
- 2003 UY268
- 2003 UZ274
- 2003 UT279
- 2003 UM281
- 2003 UV281
- 2003 UW281
- 2003 UG283
- 2003 UY283
- 2003 UX284
- 2003 UC285
- 2003 UF285
- 2003 UJ285
- 2003 UN285
- 2003 UB286
- 2003 UD286
- 2003 UO286
- 2003 UP286
- 2003 UX286
- 2003 UZ286
- 2003 UG287
- 2003 US287
- 2003 UC288
- 2003 UP288
- 2003 UR288
- 2003 UU288
- 2003 UB289
- 2003 UM289
- 2003 UQ289
- 2003 UH290
- 2003 US291
- 2003 UT291
- 2003 UU291
- 2003 UV291
- 2003 UW291
- 2003 UX291
- 2003 UY291
- 2003 UZ291
- 2003 UA292
- 2003 UB292
- 2003 UC292
- 2003 UD292
- 2003 UE292
- 2003 UF292
- 2003 UG292
- 2003 UH292
- 2003 UK292
- 2003 UL292
- 2003 UM292
- 2003 UN292
- 2003 UO292
- 2003 UQ292
- 2003 UU292
- 2003 UV292
- 2003 UX292
- 2003 UY292
- 2003 UZ292
- 2003 UK293
- 2003 UU294
- 2003 UV295
- 2003 UX295
- 2003 UP296
- 2003 UG297
- 2003 UV297
- 2003 UZ297
- 2003 UJ298
- 2003 UA299
- 2003 UB299
- 2003 UE300
- 2003 UK301
- 2003 UR301
- 2003 UA302
- 2003 UF302
- 2003 UJ302
- 2003 UW302
- 2003 UD303
- 2003 UV303
- 2003 UF304
- 2003 UR304
- 2003 UB305
- 2003 UL305
- 2003 UM305
- 2003 UT305
- 2003 UH306
- 2003 UL306
- 2003 UN306
- 2003 UQ306
- 2003 UK307
- 2003 UT308
- 2003 UV308
- 2003 UQ309
- 2003 UB310
- 2003 UD310
- 2003 UO310
- 2003 UH315
- 2003 UJ315
- 2003 UB318
- 2003 UN320
- 2003 UT321
- 2003 UW321
- 2003 UX321
- 2003 UB322
- 2003 UL322
- 2003 UQ322
- 2003 US322
- 2003 UP323
- 2003 UK324
- 2003 UM324
- 2003 UD326
- 2003 UY326
- 2003 UZ326
- 2003 UJ327
- 2003 UB328
- 2003 UC328
- 2003 UR328
- 2003 UW328
- 2003 UG329
- 2003 UM329
- 2003 UB330
- 2003 US330
- 2003 UY332
- 2003 UD333
- 2003 UG333
- 2003 UR333
- 2003 UW333
- 2003 UC334
- 2003 UN334
- 2003 UN335
- 2003 UP335
- 2003 UA336
- 2003 UB336
- 2003 UE336
- 2003 UH336
- 2003 UN336
- 2003 UR336
- 2003 UT336
- 2003 UV336
- 2003 UW336
- 2003 UB337
- 2003 UD337
- 2003 UM337
- 2003 UU337
- 2003 UD338
- 2003 UN338
- 2003 UU338
- 2003 UX338
- 2003 UY338
- 2003 UD339
- 2003 UE339
- 2003 UO339
- 2003 US339
- 2003 UF340
- 2003 UH340
- 2003 UN340
- 2003 UT340
- 2003 UU340
- 2003 UC341
- 2003 UT341
- 2003 UW342
- 2003 UO343
- 2003 UM344
- 2003 UN344
- 2003 UO344
- 2003 UP344
- 2003 US344
- 2003 UH345
- 2003 UK345
- 2003 UL345
- 2003 UT345
- 2003 UX345
- 2003 UA346
- 2003 UC346
- 2003 UK346
- 2003 UA347
- 2003 UG347
- 2003 UL347
- 2003 UN347
- 2003 UP347
- 2003 UC348
- 2003 UG348
- 2003 UN348
- 2003 UP348
- 2003 UE349
- 2003 UR349
- 2003 UT349
- 2003 UF350
- 2003 UG350
- 2003 UO350
- 2003 UY350
- 2003 UC351
- 2003 UM351
- 2003 UN351
- 2003 UR351
- 2003 US351
- 2003 UK352
- 2003 UM352
- 2003 UP352
- 2003 UY352
- 2003 UF353
- 2003 US353
- 2003 UW353
- 2003 UE354
- 2003 UN354
- 2003 UO354
- 2003 UX354
- 2003 UC355
- 2003 UG355
- 2003 UD356
- 2003 UN356
- 2003 UQ356
- 2003 UR356
- 2003 UU356
- 2003 UR357
- 2003 UA358
- 2003 UM358
- 2003 UZ358
- 2003 UU359
- 2003 UW359
- 2003 UL361
- 2003 UM361
- 2003 UP361
- 2003 UT361
- 2003 UW361
- 2003 UZ361
- 2003 UB362
- 2003 UJ362
- 2003 UN362
- 2003 UQ362
- 2003 UA363
- 2003 UF363
- 2003 UM363
- 2003 UF364
- 2003 UN364
- 2003 UP364
- 2003 UQ364
- 2003 UR364
- 2003 UW364
- 2003 UA365
- 2003 UF365
- 2003 UN365
- 2003 UZ365
- 2003 UB366
- 2003 UV366
- 2003 UW366
- 2003 UD367
- 2003 UN367
- 2003 UV367
- 2003 UH369
- 2003 UT369
- 2003 UV369
- 2003 UW369
- 2003 UO370
- 2003 UZ370
- 2003 UG371
- 2003 UM371
- 2003 UL372
- 2003 UK373
- 2003 UP373
- 2003 UQ373
- 2003 UE374
- 2003 UF374
- 2003 UG374
- 2003 UN374
- 2003 UT374
- 2003 UM375
- 2003 UT375
- 2003 UD376
- 2003 UH376
- 2003 UK376
- 2003 UQ376
- 2003 UQ377
- 2003 UE378
- 2003 UM378
- 2003 UN378
- 2003 UR378
- 2003 UE379
- 2003 UM379
- 2003 UR379
- 2003 US379
- 2003 UZ379
- 2003 UJ380
- 2003 UR380
- 2003 UF381
- 2003 UH381
- 2003 UT381
- 2003 UX381
- 2003 UZ381
- 2003 UE382
- 2003 UH382
- 2003 UR382
- 2003 UX382
- 2003 UY382
- 2003 UA383
- 2003 UE383
- 2003 UU383
- 2003 UV383
- 2003 UB384
- 2003 UC384
- 2003 UD384
- 2003 UK384
- 2003 UM384
- 2003 UP384
- 2003 UR384
- 2003 US384
- 2003 UX384
- 2003 UY384
- 2003 UC385
- 2003 UD385
- 2003 UF385
- 2003 UJ385
- 2003 UO385
- 2003 UR385
- 2003 UV385
- 2003 UX385
- 2003 UG386
- 2003 UJ386
- 2003 UL386
- 2003 UQ386
- 2003 UA387
- 2003 UD387
- 2003 UL387
- 2003 UP387
- 2003 UQ387
- 2003 UV387
- 2003 UX387
- 2003 UZ387
- 2003 UA388
- 2003 UK388
- 2003 UP388
- 2003 US388
- 2003 UU388
- 2003 UZ388
- 2003 UF389
- 2003 UG389
- 2003 UH389
- 2003 UT389
- 2003 UU389
- 2003 UA390
- 2003 UL390
- 2003 UN390
- 2003 UR390
- 2003 US390
- 2003 UX390
- 2003 UZ390
- 2003 UC391
- 2003 UF391
- 2003 UN391
- 2003 UY391
- 2003 UZ391
- 2003 UC392
- 2003 UD392
- 2003 UM392
- 2003 UP392
- 2003 UR392
- 2003 UT392
- 2003 UU392
- 2003 UC393
- 2003 UD393
- 2003 UF393
- 2003 UM393
- 2003 US393
- 2003 UV393
- 2003 UX393
- 2003 UM394
- 2003 UQ394
- 2003 UT394
- 2003 UZ394
- 2003 UG395
- 2003 UL395
- 2003 UU395
- 2003 UK396
- 2003 UQ396
- 2003 UV396
- 2003 UD397
- 2003 UM397
- 2003 UY397
- 2003 UA398
- 2003 UK398
- 2003 UL398
- 2003 UR398
- 2003 UV398
- 2003 UY398
- 2003 UF399
- 2003 UL401
- 2003 UM401
- 2003 UR401
- 2003 UV401
- 2003 UW401
- 2003 UX401
- 2003 UJ402
- 2003 UK402
- 2003 UQ402
- 2003 UW402
- 2003 UZ402
- 2003 UF403
- 2003 UG403
- 2003 UL403
- 2003 UM403
- 2003 UN403
- 2003 UO403
- 2003 UR403
- 2003 UT403
- 2003 UV403
- 2003 UJ404
- 2003 UL404
- 2003 UO404
- 2003 UP404
- 2003 US404
- 2003 UM405
- 2003 UN405
- 2003 UT405
- 2003 UU405
- 2003 UJ406
- 2003 UK406
- 2003 UN406
- 2003 UX406
- 2003 UB407
- 2003 UC407
- 2003 UE407
- 2003 UF407
- 2003 UQ407
- 2003 UZ407
- 2003 UA408
- 2003 UC408
- 2003 UO408
- 2003 UP408
- 2003 UC409
- 2003 UD409
- 2003 UG409
- 2003 UJ409
- 2003 UL409
- 2003 UN409
- 2003 UT409
- 2003 UX409
- 2003 UY409
- 2003 UA410
- 2003 UD410
- 2003 UE410
- 2003 UF410
- 2003 UG410
- 2003 UC411
- 2003 UJ411
- 2003 UM411
- 2003 UG412
- 2003 UM413
- 2003 UR413
- 2003 UV413
- 2003 UC414
- 2003 UX414
- 2003 UF415
- 2003 UN416
- 2003 UO416
- 2003 UQ416
- 2003 UN417
- 2003 UP417
- 2003 UC418
- 2003 UC419
- 2003 UE419
- 2003 UK419
- 2003 UE422
- 2003 UW423
- 2003 UB425
- 2003 UK426
- 2003 UA427
- 2003 UM427
- 2003 UT427
- 2003 UW427
- 2003 UX427
- 2003 US428
- 2003 UY428
- 2003 UA429
- 2003 UJ429
- 2003 UN429
- 2003 UR429
- 2003 UT429
- 2003 UY429
- 2003 UD430
- 2003 UM430
- 2003 UN430
- 2003 UR430
- 2003 UT430
- 2003 UV430
- 2003 UW430
- 2003 UX430
- 2003 UY430
- 2003 UZ430
- 2003 UB431
- 2003 UD431
- 2003 UE431
- 2003 UG431
- 2003 UK431
- 2003 UM431
- 2003 UN431
- 2003 UP431
- 2003 UQ431
- 2003 UR431
- 2003 US431
- 2003 UU432
- 2003 UN433
- 2003 UO433
- 2003 UX433
- 2003 UM434
- 2003 UO434
- 2003 UU434
- 2003 UW434
- 2003 UY434
- 2003 UA435
- 2003 UB435
- 2003 UO435
- 2003 UP435
- 2003 UU435
- 2003 UW435
- 2003 UX435
- 2003 UY435
- 2003 UZ435
- 2003 UH436
- 2003 UL436
- 2003 UO436
- 2003 UP436
- 2003 US436
- 2003 UV436
- 2003 UW436
- 2003 UZ436
- 2003 UB437
- 2003 UE437
- 2003 UF437
- 2003 UH437
- 2003 US437
- 2003 UK438
- 2003 UF439
- 2003 UM439
- 2003 UQ439
- 2003 US439
- 2003 UC440
- 2003 UH440
- 2003 UJ440
- 2003 UN440
- 2003 UQ440
- 2003 US440
- 2003 UT440
- 2003 UU440
- 2003 UF441
- 2003 UM441
- 2003 UN441
- 2003 UO441
- 2003 UQ441
- 2003 US441
- 2003 UT441
- 2003 UV441
- 2003 UW441
- 2003 UX441
- 2003 UY441
- 2003 UQ442
- 2003 UT442
- 2003 UX442
- 2003 UY442
- 2003 UZ442
- 2003 UB443
- 2003 UF443
- 2003 UJ443
- 2003 UK443
- 2003 UP443
- 2003 UQ443
- 2003 UR443
- 2003 UT443
- 2003 UU443
- 2003 UV443
- 2003 UX443
- 2003 UY443
- 2003 UB444
- 2003 UD444
- 2003 UG444
- 2003 UH444
- 2003 UJ444
- 2003 UK444
- 2003 UN444
- 2003 UP444
- 2003 UQ444
- 2003 UU444
- 2003 UZ444
- 2003 UE445
- 2003 UF445
- 2003 UH445
- 2003 UJ445
- 2003 UK445
- 2003 UM445
- 2003 UN445
- 2003 UO445
- 2003 UP445
- 2003 UQ445
- 2003 UR445
- 2003 UV445
- 2003 UW445
- 2003 UX445
- 2003 UY445
- 2003 UZ445
- 2003 UA446
- 2003 UC446
- 2003 UE446
- 2003 UF446
- 2003 UL446
- 2003 UM446
- 2003 UO446
- 2003 UP446
- 2003 UQ446
- 2003 UB447
- 2003 UC447
- 2003 UD447
- 2003 UF447
- 2003 UK447
- 2003 UL447
- 2003 UM447
- 2003 UO447
- 2003 UP447
- 2003 UQ447
- 2003 UR447
- 2003 US447
- 2003 UU447
- 2003 UV447
- 2003 UZ447
- 2003 UA448
- 2003 UC448
- 2003 UJ448
- 2003 UK448
- 2003 UM448
- 2003 UN448
- 2003 UE449
- 2003 UF449
- 2003 UG449
- 2003 UH449
- 2003 UJ449
- 2003 UL449
- 2003 UM449
- 2003 UN449
- 2003 UP449
- 2003 UQ449
- 2003 UR449
- 2003 US449
- 2003 UT449
- 2003 UV449
- 2003 UX449
- 2003 UZ449
- 2003 UB450
- 2003 UC450
- 2003 UE450
- 2003 UH450
- 2003 UL450
- 2003 UM450
- 2003 UR450
- 2003 UT450
- 2003 UU450
- 2003 UV450
- 2003 UW450
- 2003 UX450
- 2003 UY450
- 2003 UA451
- 2003 UB451
- 2003 UD451
- 2003 UF451
- 2003 UG451
- 2003 UH451
- 2003 UJ451
- 2003 UK451
- 2003 UL451
- 2003 UM451
- 2003 UN451
- 2003 UO451

### Du1erau 15 novembre 2003
- 2003 VJ
- 2003 VD1
- 2003 VE1
- 2003 VO1
- 2003 VP1
- 2003 VM2
- 2003 VF3
- 2003 VK3
- 2003 VL3
- 2003 VY6
- 2003 VV7
- 2003 VE9
- 2003 VW12
- 2003 VY12
- 2003 VZ12
- 2003 VC13
- 2003 VE13
- 2003 VJ13
- 2003 VN13
- 2003 VP13
- 2003 VS13

### Du 16 au 30 novembre 2003
- 2003 WE
- 2003 WG
- 2003 WH
- 2003 WN2
- 2003 WZ4
- 2003 WE5
- 2003 WF5
- 2003 WP7
- 2003 WR7
- 2003 WW7
- 2003 WA8
- 2003 WV12
- 2003 WB13
- 2003 WD13
- 2003 WV13
- 2003 WJ14
- 2003 WB15
- 2003 WK15
- 2003 WJ16
- 2003 WU17
- 2003 WQ18
- 2003 WP21
- 2003 WQ21
- 2003 WU21
- 2003 WZ21
- 2003 WR25
- 2003 WW25
- 2003 WL26
- 2003 WN26
- 2003 WW26
- 2003 WO32
- 2003 WQ41
- 2003 WU41
- 2003 WJ43
- 2003 WX45
- 2003 WA46
- 2003 WE46
- 2003 WT46
- 2003 WL47
- 2003 WO47
- 2003 WU47
- 2003 WB48
- 2003 WH48
- 2003 WJ48
- 2003 WF49
- 2003 WR50
- 2003 WY50
- 2003 WV51
- 2003 WO52
- 2003 WG53
- 2003 WT54
- 2003 WQ59
- 2003 WV61
- 2003 WG62
- 2003 WY69
- 2003 WE84
- 2003 WY87
- 2003 WD88
- 2003 WE88
- 2003 WO97
- 2003 WH98
- 2003 WJ98
- 2003 WW99
- 2003 WQ105
- 2003 WR105
- 2003 WS105
- 2003 WQ110
- 2003 WP114
- 2003 WR128
- 2003 WT128
- 2003 WD145
- 2003 WF147
- 2003 WO151
- 2003 WZ151
- 2003 WE152
- 2003 WJ152
- 2003 WT153
- 2003 WU153
- 2003 WY153
- 2003 WE157
- 2003 WV157
- 2003 WC158
- 2003 WX159
- 2003 WZ159
- 2003 WJ160
- 2003 WU160
- 2003 WG161
- 2003 WR161
- 2003 WM163
- 2003 WP163
- 2003 WR163
- 2003 WU163
- 2003 WQ164
- 2003 WM165
- 2003 WR165
- 2003 WG166
- 2003 WH166
- 2003 WX172
- 2003 WZ172
- 2003 WD173
- 2003 WS173
- 2003 WW173
- 2003 WH174
- 2003 WN174
- 2003 WV174
- 2003 WW174
- 2003 WM175
- 2003 WJ176
- 2003 WG177
- 2003 WQ177
- 2003 WR177
- 2003 WD178
- 2003 WE178
- 2003 WU178
- 2003 WV178
- 2003 WX178
- 2003 WB179
- 2003 WG179
- 2003 WJ179
- 2003 WO179
- 2003 WE180
- 2003 WJ180
- 2003 WU180
- 2003 WK181
- 2003 WD182
- 2003 WL182
- 2003 WN182
- 2003 WQ182
- 2003 WX182
- 2003 WV183
- 2003 WZ183
- 2003 WG184
- 2003 WL184
- 2003 WS184
- 2003 WT184
- 2003 WC185
- 2003 WD185
- 2003 WE185
- 2003 WH185
- 2003 WJ185
- 2003 WP185
- 2003 WQ185
- 2003 WE186
- 2003 WK186
- 2003 WS186
- 2003 WU186
- 2003 WV186
- 2003 WW186
- 2003 WD187
- 2003 WE187
- 2003 WG187
- 2003 WM187
- 2003 WQ187
- 2003 WS187
- 2003 WW187
- 2003 WY187
- 2003 WA188
- 2003 WE188
- 2003 WF188
- 2003 WN188
- 2003 WQ188
- 2003 WS188
- 2003 WV188
- 2003 WW188
- 2003 WA191
- 2003 WN193
- 2003 WO193
- 2003 WZ193
- 2003 WV194
- 2003 WH195
- 2003 WN195
- 2003 WV195
- 2003 WB200
- 2003 WJ200
- 2003 WK200
- 2003 WM201
- 2003 WR201
- 2003 WE202
- 2003 WK202
- 2003 WO202
- 2003 WP202
- 2003 WU202
- 2003 WW202
- 2003 WL203
- 2003 WO203
- 2003 WR203
- 2003 WS203
- 2003 WT203
- 2003 WV203
- 2003 WY203
- 2003 WA204
- 2003 WC204
- 2003 WF204
- 2003 WH204
- 2003 WJ204
- 2003 WK204
- 2003 WM204
- 2003 WN204
- 2003 WO204
- 2003 WP204
- 2003 WT204
- 2003 WU204
- 2003 WV204
- 2003 WG205
- 2003 WD206
- 2003 WJ207
- 2003 WK207
- 2003 WT207
- 2003 WV207
- 2003 WX207
- 2003 WY207
- 2003 WZ207
- 2003 WG208
- 2003 WM208
- 2003 WN208
- 2003 WO208
- 2003 WT208
- 2003 WV208
- 2003 WW208
- 2003 WY208
- 2003 WD209
- 2003 WE209
- 2003 WL209
- 2003 WM209
- 2003 WQ209
- 2003 WR209
- 2003 WS209
- 2003 WW209
- 2003 WC210
- 2003 WJ211
- 2003 WK211
- 2003 WN211
- 2003 WS211
- 2003 WT211
- 2003 WV211
- 2003 WX211
- 2003 WC212
- 2003 WF212
- 2003 WK212
- 2003 WN212
- 2003 WS212
- 2003 WT212
- 2003 WU212
- 2003 WW212
- 2003 WX212
- 2003 WM213
- 2003 WO213
- 2003 WP213
- 2003 WU213
- 2003 WW213
- 2003 WB214
- 2003 WD214
- 2003 WE214
- 2003 WF214
- 2003 WG214
- 2003 WH214
- 2003 WK214
- 2003 WL214
- 2003 WM214
- 2003 WR214
- 2003 WY214
- 2003 WA215
- 2003 WE215
- 2003 WF215
- 2003 WJ215
- 2003 WP215
- 2003 WT215
- 2003 WU215
- 2003 WW215
- 2003 WX215
- 2003 WY215
- 2003 WB216
- 2003 WG216
- 2003 WJ216
- 2003 WL216
- 2003 WR216
- 2003 WS216
- 2003 WT216
- 2003 WU216
- 2003 WV216
- 2003 WW216
- 2003 WY216
- 2003 WB217
- 2003 WG217
- 2003 WH217
- 2003 WJ217
- 2003 WL217
- 2003 WN217
- 2003 WP217
- 2003 WR217
- 2003 WS217
- 2003 WU217
- 2003 WV217
- 2003 WW217
- 2003 WX217
- 2003 WY217
- 2003 WA218
- 2003 WB218
- 2003 WC218
- 2003 WD218
- 2003 WE218
- 2003 WF218
- 2003 WK218
- 2003 WL218
- 2003 WM218
- 2003 WN218
- 2003 WQ218
- 2003 WR218
- 2003 WS218
- 2003 WT218
- 2003 WU218
- 2003 WV218
- 2003 WW218
- 2003 WY218

### Du1erau 15 décembre 2003
- 2003 XH
- 2003 XK
- 2003 XM
- 2003 XV
- 2003 XW
- 2003 XK1
- 2003 XN1
- 2003 XQ1
- 2003 XG7
- 2003 XJ7
- 2003 XH10
- 2003 XZ12
- 2003 XU17
- 2003 XV18
- 2003 XU24
- 2003 XQ28
- 2003 XD30
- 2003 XL32
- 2003 XB34
- 2003 XM34
- 2003 XX39
- 2003 XN43
- 2003 XR43
- 2003 XY43
- 2003 XE45
- 2003 XK45
- 2003 XL45
- 2003 XM45
- 2003 XY45
- 2003 XA46
- 2003 XM46
- 2003 XN46
- 2003 XP46
- 2003 XQ46
- 2003 XV46
- 2003 XW46

### Du 16 au 31 décembre 2003
- 2003 YJ
- 2003 YM
- 2003 YM1
- 2003 YN1
- 2003 YP1
- 2003 YQ1
- 2003 YR1
- 2003 YS1
- 2003 YW1
- 2003 YL2
- 2003 YQ2
- 2003 YP3
- 2003 YR4
- 2003 YM7
- 2003 YN7
- 2003 YG8
- 2003 YX8
- 2003 YE13
- 2003 YS17
- 2003 YH22
- 2003 YD30
- 2003 YY36
- 2003 YD45
- 2003 YL49
- 2003 YY49
- 2003 YF67
- 2003 YK67
- 2003 YM67
- 2003 YT67
- 2003 YW67
- 2003 YX67
- 2003 YQ70
- 2003 YS70
- 2003 YT70
- 2003 YS73
- 2003 YA74
- 2003 YN93
- 2003 YP94
- 2003 YN107
- 2003 YH111
- 2003 YJ112
- 2003 YJ117
- 2003 YR117
- 2003 YL118
- 2003 YA120
- 2003 YK132
- 2003 YG136
- 2003 YH136
- 2003 YJ136
- 2003 YA152
- 2003 YH153
- 2003 YX161
- 2003 YA164
- 2003 YA167
- 2003 YV173
- 2003 YG176
- 2003 YH176
- 2003 YM176
- 2003 YN176
- 2003 YP176
- 2003 YY176
- 2003 YA177
- 2003 YD177
- 2003 YK177
- 2003 YM178
- 2003 YN178
- 2003 YJ179
- 2003 YK179
- 2003 YM179
- 2003 YN179
- 2003 YP179
- 2003 YR179
- 2003 YS179
- 2003 YT179
- 2003 YV179
- 2003 YX179
- 2003 YY179
- 2003 YZ179
- 2003 YP184
- 2003 YU184
- 2003 YY184
- 2003 YD185
- 2003 YO185
- 2003 YW185
- 2003 YY185
- 2003 YD186
- 2003 YF186
- 2003 YH186
- 2003 YJ186
- 2003 YK186
- 2003 YP186
- 2003 YQ186
- 2003 YR187
- 2003 YB188
- 2003 YC188
- 2003 YD188
- 2003 YF188
- 2003 YH188
- 2003 YK188
- 2003 YL188
- 2003 YM188
- 2003 YZ188
- 2003 YN189
- 2003 YO189
- 2003 YY189
- 2003 YZ189
- 2003 YB190
- 2003 YG190
- 2003 YJ190
- 2003 YK190
- 2003 YM190
- 2003 YP190
- 2003 YR190
- 2003 YU190
- 2003 YV190
- 2003 YX190
- 2003 YY190
- 2003 YA191
- 2003 YB191
- 2003 YC191
- 2003 YD191
- 2003 YE191
- 2003 YF191
- 2003 YG191
- 2003 YH191
- 2003 YJ191
- 2003 YK191